# Waschmühltalbrücken
Die Waschmühltalbrücken sind zwei parallel verlaufende Brücken als Teil der BAB 6 und überspannen nördlich der Stadt Kaiserslautern das steil eingeschnittene Waschmühltal mit der Kreisstraße K 2 von Kaiserslautern nach Morlautern.
Die 263,4 m lange Gewölbebrücke wurde zwischen 1935 und 1937 als Abschnitt der Reichsautobahn Mannheim-Saarbrücken errichtet. Im Rahmen des sechsstreifigen Ausbaus der Autobahn wurde die denkmalgeschützte Brücke zwischen den Jahren 2011 und 2013 durch einen parallel verlaufenden nördlichen Neubau ergänzt.

## Gewölbebrücke

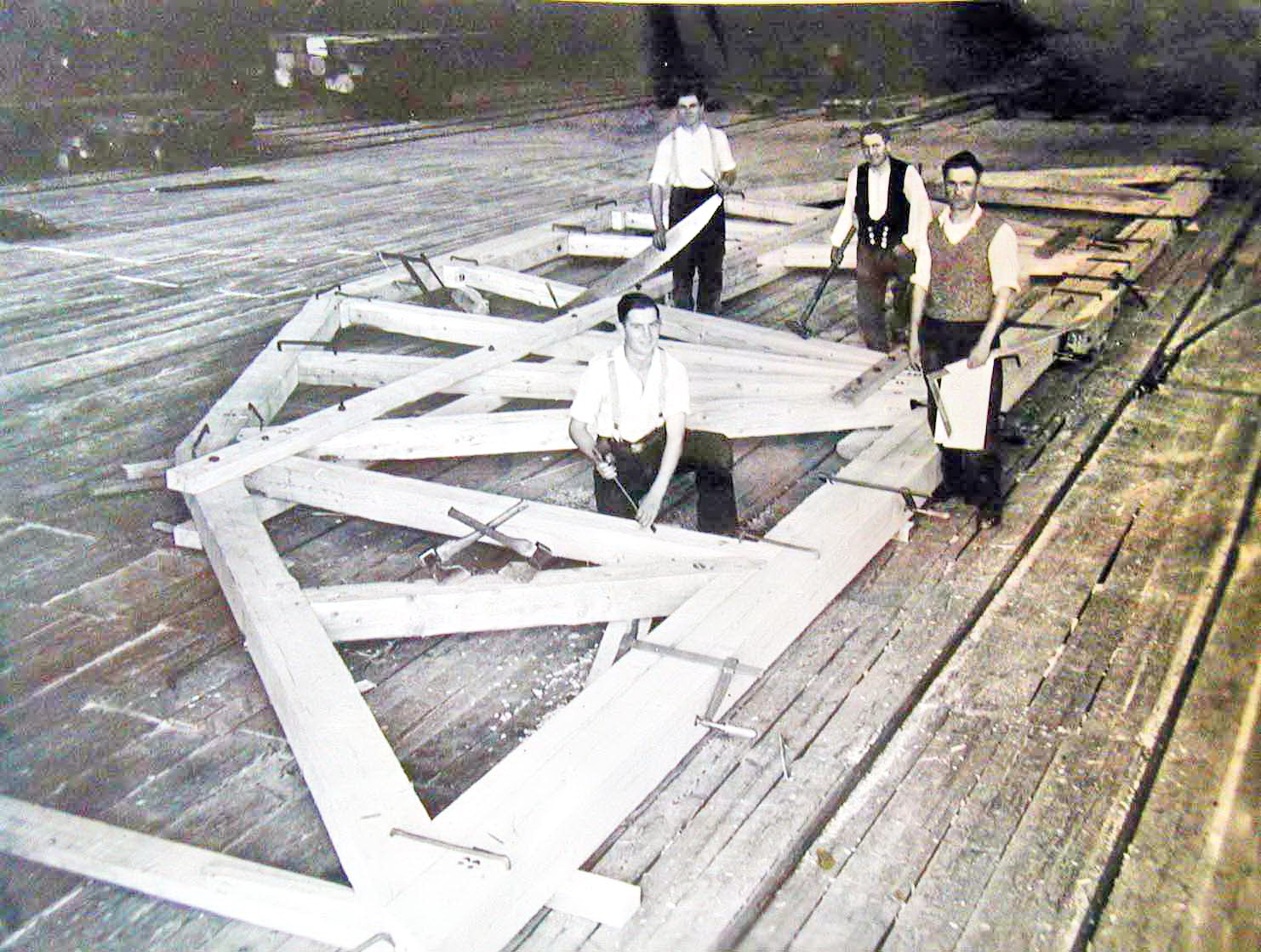
Bau eines Lehrgerüst-Bogens der Waschmühltalbrücke bei Kaiserslautern im August 1935

Das seit 1984 denkmalgeschützte Bauwerk besteht aus zwei Gewölbereihenbrücken, die für jeweils eine Richtungsfahrbahn mit zwei Fahrstreifen ausgelegt waren. Der Stuttgarter Architekt Paul Bonatz gestaltete das Bauwerk. Ein Modell der Brücke befindet sich im Deutschen Museum.
Die 263,4 m langen Gewölbereihenbrücken stehen nebeneinander im lichten Abstand von 4,0 m und überspannen das Tal in maximal 32 m Höhe. Sie bestehen aus einer Folge von zehn Bögen mit lichten Weiten von 19,7 m, die auf Pfeilern mit einem Achsabstand von 22,7 m ruhen. Die Gewölbe sind 8,50 m breit, am Scheitel 0,80 m und am Kämpfer 1,20 m stark. Sie wurden mit roten Pfälzer Buntsandsteinquadern gemauert. Die Pfeiler, nach oben konisch  mit einem Pfeileranzug von 40 zu 1 zulaufend, und die Gewölbezwickel haben einen Kern aus Stampfbeton und eine Vormauerung aus Buntsandstein in geordnetem Schichtenverband.
Bezüglich der Gestaltung des Brückenbauwerkes schreibt Ruven Theobald im Architekturführer Kaiserslautern des Lehrgebietes Geschichte und Theorie der Architektur der TU Kaiserslautern:

„Aufgrund ihrer Entstehungszeit kann die Waschmühltalbrücke nicht getrennt vom ideologischen Gedankengut des Nationalsozialismus betrachtet werden. Innerhalb der Brückenideologie dieser Zeit markieren die Steinbogenbrücken einen Höhepunkt. Bei dem Streben nach immer monumentaleren Formen kam es zu einer Abkehr von leichten und aufgelösten Konstruktionen. Dagegen hebt sich die Waschmühltalbrücke durch ihre spezifische Gestaltung ab. Die Trennung der Fahrbahnen, die relativ schlanken konischen Pfeiler und die hohen Bögen mit den schmalen Bogenstichen verleihen ihr eine vergleichsweise große Leichtigkeit. Aufgrund fehlender Massivität ist die Monumentalität nicht ausschlaggebend für die Erscheinung der Brücke.“

Für den sechsstreifigen Ausbaus der Autobahn werden die beiden bestehenden Bogenbrücken, die seit ihrer Errichtung praktisch unverändert sind, saniert und mit einer durchgehenden, gemeinsamen Fahrbahnplatte versehen. Dadurch wird der Lichthof zwischen den beiden Brücken geschlossen. An der Südseite wird eine 3,00 m hohe Lärmschutzwand errichtet. Die Bauarbeiten sollen im Herbst 2014 beginnen.

## Extradosed-Brücke
Der Brückenneubau ist eine vierfeldrige Stahlverbundkonstruktion mit einer Länge von 265,50 m. Die Stützweiten betragen 45,40 m, 68,10 m, 68,10 m und 45,90 m. Der Überbau hat das Tragsystem einer Extradosed-Brücke. Die beiden außen liegenden Hauptträger, als  dichtgeschweißte Hohlkästen aus Stahl ausgebildet, sind an flach geneigten Schrägkabeln aufgehängt, die in 8,0 m hohen, stählernen Masten verankert sind. Außerdem sind sie biegesteif mit den Stahlbetonstützen verbunden und bilden sowohl in Längs- als auch in Querrichtung zusammen mit den Querträgern einen biegesteifen Rahmen. Die 35 cm dicke und 18,25 m breite Stahlbetonfahrbahnplatte wird von Querträgern getragen, die in einem Abstand von 3,24 m angeordnet sind.